# Torre d'Isola
Torre d'Isola est une commune italienne de la province de Pavie, en Lombardie.
 Torre d'Isola est une petite bourgade résidentielle à côté de Pavie. On se promène le soir ou le dimanche le long des berges du Tessin. Les gens viennent y manger en famille.

## Administration
| Période                                  | Période  | Identité                  | Étiquette                                           | Qualité |
| ---------------------------------------- | -------- | ------------------------- | --------------------------------------------------- | ------- |
| 25 mai 2014                              | En cours | Roberto Casimiro Veronesi | liste civique « il paese in comune », centre-gauche |         |
| Les données manquantes sont à compléter. |          |                           |                                                     |         |

### Hameaux
Carpana, Casottole, Massaua, San Varese.

### Communes limitrophes
Bereguardo, Carbonara al Ticino, Marcignago, Pavie, Trivolzio, Zerbolò.